# SEM 92
 (juin 2014).
La SEM 92 est une ancienne société d'économie mixte (SEM) d'aménagement et de construction du département des Hauts-de-Seine.
Le Conseil général des Hauts-de-Seine a créé la SEM 92 en 1985 avec mission notamment de conduire l’aménagement des ZAC de Boulogne-Billancourt. Elle est ensuite plus largement intervenue en Île-de-France pour accompagner les collectivités ou des opérateurs privés dans leurs projets de développement territorial, de renouvellement urbain et de construction des études amont à la réalisation.
Charles Pasqua, Président du Conseil général des Hauts-de-Seine est élu Président du Conseil d’administration de la SEM 92 en juin 1989.
Les missions remplies par la SEM couvraient tous les champs de l’aménagement : mise en œuvre d’études urbaines, missions d’assistance à maîtrise d’ouvrage, missions de maîtrise et de valorisation foncière, réalisation d’opérations d’aménagement, mais aussi d’équipements publics, d’immobilier d’entreprises et de logements.
Pour les mener à bien la SEM 92 s’entourait d’équipes de conception pluridisciplinaires et mobilisait des experts reconnus dans le cadre de démarches de travail itératives et concertées.
En tant qu'aménageur public, la SEM 92 intervenait dans plus de 25 villes en Île-de-France. Parmi les opérations notables pilotées par la société, ont figuré la ZAC Bords de Seine à Issy-les-Moulineaux, les Quartiers Sud de Bagneux, le pôle Molière aux Mureaux, le Quartier du Noyer-Doré à Antony, les Champs-Philippe à la Garenne-Colombes ou encore les Quartiers sud à Villeneuve-la-Garenne.
En mai 2005, Alain-Bernard Boulanger, vice-président du Conseil général des Hauts-de-Seine, succède à Nicolas Sarkozy à la présidence du conseil d'administration de la SEM 92.
Vincent Franchi, conseiller départemental des Hauts-de-Seine, est élu président du Conseil d'administration de la SEM 92 en mai 2015.
En septembre 2016, la SEM 92 fusionne avec trois autres SEM d'aménagement des départements des Hauts-de-Seine et des Yvelines (Yvelines Aménagement, la Semercli et SARRY 78) pour former Citallios,